# Szkoła Podstawowa nr 103 im. Bohaterów Warszawy 1939–1945 w Warszawie
Szkoła Podstawowa nr 103 im. Bohaterów Warszawy 1939–1945 – szkoła podstawowa  w Warszawie, położona na obszarze Sadyby, w dzielnicy Mokotów, nad Jeziorkiem Czerniakowskim.
Szkoła ma w swojej ofercie oddziały przedszkolne.
Szkoła została założona 25 czerwca 1955 r. i działała początkowo w budynku przy ul.Zielonej.
Od dnia 31 sierpnia 1963 r. siedziba szkoły znajduje się przy ul. Jeziornej 5/9, przy czym główne wejście usytuowane jest od strony ul. Jodłowej.
Od dnia 1 września 2017 r. szkoła dysponuje dodatkową lokalizacją prowadzenia zajęć w budynku przy ul. Limanowskiego 9. Oddziały przedszkolne oraz klasy I-III zlokalizowane są w budynku przy ul. Jeziornej („Mała Szkoła 103”), klasy starsze - w budynku przy ul.Limanowskiego („Duża Szkoła 103”).
Obecnie dyrektorem szkoły jest Danuta Kozakiewicz, a wicedyrektorami Joanna Drożdż i Renata Mreńca.

## Wyróżnienia i nagrody
W 2010 roku Rada m.st. Warszawy nadała szkole wyróżnienie „Zasłużony dla Warszawy”.
W 2016 roku Minister Edukacji Narodowej uhonorował szkołę Krajowym Certyfikatem „Szkoła Promująca Zdrowie”.

## Dyrektorzy Szkoły
- Marian Drozdowski (kierownik)
- Zygmunt Bill (kierownik)
- Jerzy Borowiec
- Cecylia Pondo
- Janina Trepkowska
- Ewa Kobyłecka
- Elżbieta Bąkowska
- Danuta Kozakiewicz (od 2001 roku)